# Licenciatura en Diseño Industrial
La Licenciatura en Diseño Industrial (BID) por sus siglas en inglés Bachelor of Industrial Design, es un título académico de pregrado otorgado por una universidad para un curso de estudio de cuatro años que se especializa en el diseño de productos industriales . Algunas universidades también ofrecen programas BID de cuatro años.

## Clasificación UNESCO
El nivel académico de la licenciatura en Diseño industrial dentro de la Clasificación Internacional Normalizada de la Educación (International Standard Classification of Education, ISCED en inglés, CINE en español) es actualmente:
ISCED 2011 Nivel 6: Grado, primer ciclo de licenciatura, bachelor o equivalente,
Su homóloga anterior fue:
ISCED 1997 Nivel 5A / 5B: Programas terciarios que ofrecen una primera calificación académica.